# Gonomyia herroni
Gonomyia herroni är en tvåvingeart som beskrevs av Alexander 1948. Gonomyia herroni ingår i släktet Gonomyia och familjen småharkrankar. Inga underarter finns listade i Catalogue of Life.